# Kamil Djamaludinov
Kamil Djamaludinov est un boxeur russe né le 15 août 1979 à Mugi, au Daghestan.

## Carrière
Aux Jeux olympiques d'été de 2000, il combat dans la catégorie poids plumes et remporte la médaille de bronze.
Il obtient également une médaille d'argent aux championnats du monde de boxe amateur l’année précédente en poids coqs.